# بول بيسون
بول بيسون هو مصارع رياضي سويسري، ولد في 1926.

## روابط خارجية
- بول بيسون على موقع أوليمبيديا (الإنجليزية)